# Árabe moderno padrão
O árabe padrão (اللغة العربية الفصحى, transl. al - luġatu l-ʿarabiyyatu l-fuṣḥā, "língua árabe clássica") ou árabe literário) é a variedade do árabe utilizada na escrita e o discurso formal.
A maior parte dos estudiosos ocidentais do idioma diferenciam duas variedades comuns do que os próprios árabes conhecem como o fuṣ-ḥā ("[árabe] clássico"): o árabe clássico (اللغة العربية التراثية) ou corânico, utilizado no Corão e na literatura árabe dos princípios do islamismo (séculos VII-IX), e o árabe padrão moderno (اللغة العربية المعيارية الحديثة), a língua padrão em uso nos dias de hoje, baseada na língua clássica. A maioria dos árabes considera as duas variedades como apenas dois registros de uma mesma língua, que são conhecidos em árabe como, respectivamente, فصحى العصر (fuṣḥā al-ʻaṣr) e فصحى التراث (fuṣḥā at-turāth).